# Drewnienie

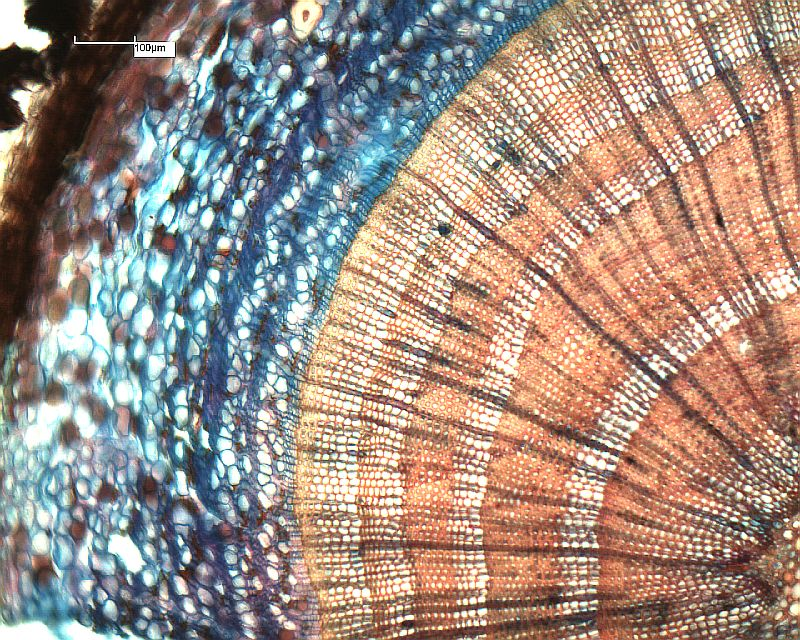
Proces drewnienia komórek łodygi modrzewia. Czerwone - komórki zdrewniałe, niebieskie - komórki niezdrewniałe

Drewnienie (lignifikacja) – biologiczny proces inkrustacji ściany komórkowej drzewnikiem (ligniną), dzięki czemu ściana komórkowa uzyskuje sztywność utrzymującą się nawet po obumarciu zawartości komórki. Dzięki wysyceniu ligniną wzrasta nie tylko wytrzymałość mechaniczna ściany komórkowej, lecz także odporność na działanie mikroorganizmów i zdolność do pęcznienia.
Lignina odkłada się w przestrzeniach między elementami celulozy (mikrofibrylami i micelami). Proces drewnienia rozpoczyna się  po zakończeniu wzrostu komórki lub jej części ściany komórkowej ulegającej drewnieniu. Lignina może być odkładana w każdej z warstw ściany komórkowej: ścianie pierwotnej, blaszce środkowej i ścianie wtórnej.
Drewnienie umożliwia funkcjonowanie martwych komórek, cewek naczyń (tkanka przewodząca) i włókien sklerenchymatycznych. Martwe komórki o zdrewniałych ścianach umożliwiły roślinom lądowym szybki transport wody, zaś przez zwiększenie odporności mechanicznej umożliwiły znaczne powiększenie ich rozmiarów, utrzymanie właściwej pozycji, niezbędnej dla optymalnego wykorzystania energii świetlnej. Zdolność syntezy ligniny przyczyniła się do sukcesu ewolucyjnego roślin naczyniowych.